# Ramal B de la línea Verde
El Ramal B de la línea Verde (en inglés: Green Line "B" Branch), conocido también como Ramal Boston College es uno de los cuatro ramales de la línea Verde del Metro de Boston. El ramal consiste en 25 estaciones y es operado por la Autoridad de Transporte de la Bahía de Massachusetts o BMTA por sus siglas en inglés. El ramal se extiende desde la estación Park Street en el centro de Boston, Massachusetts hasta la estación Boston College en la Avenida Commonwealth en Boston. El ramal fue inaugurado el 23 de octubre de 1932.

## Estaciones
Los trenes de la 'línea B' solamente operan desde Park Street al Boston College. El segmento desde Park Street a Kenmore es compartido con los otros tres ramales. No hay ningún estacionamiento para ninguna de las estaciones del ramal B. Todas las estaciones entre Kenmore y Packard's Corner son también paradas de la Ruta de Autobús 57 hacia Watertown.
| Estación                          | Localidad                                                                              | Tiempo a Park Street | Tiempo a Lechmere (se debe cambiar al tren del ramal 'E') | Tiempo al Boston College | Transferencias y notas                                               |
| --------------------------------- | -------------------------------------------------------------------------------------- | -------------------- | --------------------------------------------------------- | ------------------------ | -------------------------------------------------------------------- |
| Calle Blandford                   | Avenida Commonwealth en Silber Way, Boston                                             | 16 minutos           | 29 minutos                                                | 27 minutos               |                                                                      |
| Boston University East            | Avenida Commonwealth en Calle Granby, Boston                                           | 17 minutos           | 30 minutos                                                | 26 minutos               |                                                                      |
| Boston University Central         | Avenida Commonwealth en Marsh Chapel, Boston                                           | 18 minutos           | 31 minutos                                                | 25 minutos               |                                                                      |
| Boston University West            | Avenida Commonwealth en Calle Amory, Boston                                            | 19 minutos           | 32 minutos                                                | 24 minutos               |                                                                      |
| Calle St. Paul                    | Avenida Commonwealth en Calle Buick, Boston                                            | 20 minutos           | 33 minutos                                                | 23 minutos               |                                                                      |
| Calle Pleasant                    | Avenida Commonwealth en Calle Pleasant, Boston                                         | 22 minutos           | 35 minutos                                                | 21 minutos               |                                                                      |
| Calle Babcock                     | Avenida Commonwealth en Calle Babcock, Boston                                          | 24 minutos           | 37 minutos                                                | 19 minutos               |                                                                      |
| Avenida Brighton/Packard's Corner | Packard's Corner en la Avenida Brighton, Allston                                       | 26 minutos           | 39 minutos                                                | 17 minutos               | El Ramal A. Anteriormente llegaba aquí                               |
| Fordham Road                      | Avenida Commonwealth en Fordham Road                                                   | ya no es una parada  | ya no es una parada                                       | ya no es una parada      | Cerrada en 2005 para apaciguar el tiempo de viaje.                   |
| Avenida Harvard                   | Avenida Commonwealth en Avenida Harvard, Allston                                       | 28 minutos           | 41 minutos                                                | 15 minutos               | #66 Bus Also known as King's Corner.                                 |
| Calle Griggs/Avenida Long         | Avenida Commonwealth en Calle Griggs, Allston                                          | 30 minutos           | 43 minutos                                                | 13 minutos               |                                                                      |
| Calle Allston                     | Avenida Commonwealth en Calle Allston, Allston                                         | 32 minutos           | 45 minutos                                                | 11 minutos               |                                                                      |
| Calle Warren                      | Avenida Commonwealth en Calle Warren, Brighton                                         | 34 minutos           | 47 minutos                                                | 9 minutos                |                                                                      |
| Avenida Summit                    | Avenida Commonwealth en Avenida Summit, Brighton                                       | ya no es una parada  | ya no es una parada                                       | ya no es una parada      | Cerrada en 2005 para apaciguar el tiempo de viaje.                   |
| Calle Washington                  | Avenida Commonwealth en Calle Washington, Brighton                                     | 36 minutos           | 49 minutos                                                | 7 minutos                | 65 Bus a Kenmore Square                                              |
| Mount Hood Road                   | Avenida Commonwealth en Mount Hood Road, Brighton                                      | ya no es una parada  | ya no es una parada                                       | ya no es una parada      | Cerrada en 2005 para apaciguar el tiempo de viaje.                   |
| Calle Sutherland                  | Avenida Commonwealth en Sutherland Road, Brighton                                      | 38 minutos           | 51 minutos                                                | 5 minutos                |                                                                      |
| Chiswick Road                     | Avenida Commonwealth en Chiswick Road, Brighton                                        | 40 minutos           | 53 minutos                                                | 3 minutos                |                                                                      |
| Avenida Chestnut Hill             | Avenida Commonwealth en Avenida Chestnut Hill, Brighton                                | 41 minutos           | 54 minutos                                                | 2 minutos                | A poca distancia de Cleveland Circle (Ramal C) y Reservoir (Ramal D) |
| South Street                      | Avenida Commonwealth en South Street, Brighton                                         | 42 minutos           | 55 minutos                                                | 1 minute                 |                                                                      |
| Greycliff Road                    | Avenida Commonwealth en Greycliff Road, Brighton                                       | ya no es una parada  | ya no es una parada                                       | ya no es una parada      | Cerrada en 2005 para apaciguar el tiempo de viaje.                   |
| Boston College                    | Avenida Commonwealth en Lake Street, Chestnut Hill, Boston sirviendo al Boston College | 43 minutos           | 56 minutos                                                | 0 minutos                | Anteriormente Lake Street                                            |